# Lanvéoc
Lanvéoc é uma comuna francesa na região administrativa da Bretanha, no departamento Finisterra. Estende-se por uma área de 19,14 km². Em 2010 a comuna tinha 2 098 habitantes (densidade: 109,6 hab./km²).